# Joachim Westermann
Joachim Westermann (* 26. März 1948 in Hemer; † 15. August 2018) war ein deutscher Politiker (SPD) und Staatssekretär im Land Nordrhein-Westfalen.  

## Leben und Beruf
Nach dem Besuch des Gymnasiums mit Abschluss im Jahr 1967 und der Absolvierung seines Wehrdienstes bei der Bundeswehr bis 1969 machte Westermann eine Ausbildung als Galvaniseur. Danach studierte er Wirtschaftswissenschaften an der Ruhr-Universität Bochum mit Abschluss als Diplom-Ökonom im Jahr 1976. Von 1976 bis 1978 war er Geschäftsleitungsassistent und ab 1978 Prokurist.
Von 1990 bis 2016 war Westermann Präsident des Volksmusikerbundes NRW. Er wohnte in Arnsberg-Rumbeck.

## Politik
Westermann trat 1970 als Mitglied in die SPD ein. Von 1985 bis 1987 war er stellvertretender, von 1987 bis 1997 Vorsitzender und seit 1997 war er Ehrenvorsitzender im SPD-Unterbezirk Hochsauerland. 
Vom 29. Mai 1980 bis zum 30. Mai 1990 war Westermann Mitglied des Landtags des Landes Nordrhein-Westfalen. Er rückte in der 9. Wahlperiode  über die Reserveliste seiner Partei nach, in der 10. Wahlperiode wurde er im Wahlkreis 142 Hochsauerlandkreis I direkt gewählt. Von 1975 bis 1990 war er Mitglied des Kreistages des Hochsauerlandkreises.
Von 1990 bis September 1993 war Westermann Staatssekretär beim Ministerium für Bauen und Wohnen des Landes Nordrhein-Westfalen, von Oktober 1993 bis September 1995 Staatssekretär beim Ministerium für Stadtentwicklung und Verkehr des Landes Nordrhein-Westfalen und von September 1995 bis März 1999 Staatssekretär beim Minister für Wirtschaft und Mittelstand, Technologie und Verkehr des Landes Nordrhein-Westfalen.